# جغرافيا ألبانيا
ألبانيا هي إحدى الدول الواقعة في جنوب شرق أوروبا. يحدها من الشمال الغربي الجبل الأسود، وكوسوفو من جهة الشمال الشرقي ومقدونيا الشمالية من جهة الشرق، واليونان من جهتين الجنوب والجنوب الشرقي. تطل البلاد على البحر الأدرياتيكي من جهة الغرب وعلى البحر الأيوني من جهة الجنوب الغربي.
غالبية تضاريس ألبانيا مكونة من الجبال والتلال، حيث أنها تغطي كل انحاء البلاد من الشمال إلى الجنوب، فنجد جبال الألب الألبانية في الشمال، وجبال شار في الشمال الشرقي، وجبال سكانديربرغ في الوسط، وجبال كوراب في الشرق، وجبال بيندوس في الجنوب الشرقي، وجبال سيراونيان في الجنوب الغربي. تمتد السهول والهضاب في الغرب على طول السواحل المطلة على البحر الأدرياتيكي والبحر الأيوني.
يوجد في ألبانيا أكبر وأقدم المسطحات المائية العذبة في أوروبا. حيث نجد بحيرة سكيوتاري ثاني أكبر بحيرة في جنوب أوروبا، والتي تقع في الشمال الغربي وتحيط بها جبال الألب الألبانية والبحر الأدرياتيكي. إضافة إلى ذلك، نجد بحيرة أوخريد التي تعد واحدة من أقدم البحيرات دائمة الجريان في العالم، والتي تقع في الجنوب الشرقي.

## الحدود
تبلغ مساحة ألبانيا الإجمالية 28.748 كيلومتر مربع (11.100 ميل2)، وتقع البلاد في الجزء الجنوبي الشرقي من البحر الأدرياتيكي والجزء الشمالي الشرقي من البحر الأيوني، وكلا البحرين يقعان داخل حوض البحر الأبيض المتوسط. يبلغ طول الحدود حوالي 1.094 كيلومتر (0.680 ميل)، 657 كيلومتر (408 ميل) هي مجموع الحدود البرية فيما يبلغ طول الحدود البحرية 316 كيلومتر (196 ميل) و48 كيلومتر (30 ميل) طول الحدود النهرية و 73 كيلومتر (45 ميل) طول الحدود البحيرية. تغطي المياه في ألبانيا مساحة تقدر ب 1.350 كيلومتر مربع (0.521 ميل2)، مكونة من البحيرات الطبيعية 325 كيلومتر مربع (125 ميل2)، البحيرات الساحلية 130 كيلومتر مربع (50 ميل2)، البحيرات الصناعية 174 كيلومتر مربع (67 ميل2) والأنهار 721 كيلومتر مربع (278 ميل2).
طول الحدود بين ألبانيا وجارتيها الشمالية الجبل الأسود وكوسوفو هو على التوالي 173 كيلومتر (107 ميل) و114 كيلومتر (71 ميل). تنتشر الجبال والمرتفعات على جزء كبير من هاته الحدود ممثلة في سلسلة جبال الألب الألبانية. على الحدود الشرقية تقع مقدونيا الشمالية، والتي تمتد على طول 151 كيلومتر (94 ميل). تقع هذه الحدود عند النقطة الحدودية الثلاثية بين ألبانيا وكوسوفو ومقدونيا الشمالية مروراً بجبال شار وكوراب وتستمر حتى تصل إلى بحيرة أوخريد وبحيرة بريسبا. يبلغ طول الحدود الجنوبية والجنوبية الشرقية مع اليونان 282 كيلومتر (175 ميل). تقع الحدود عند الحدود ثلاثية الأطراف بين ألبانيا ومقدونيا الشمالية واليونان عبر بحيرة بريسبا الصغرى والكبرى وصولا إلى البحر الأيوني عبر قناة كورفو.

## الجغرافيا الطبيعية

### الجبال
تتميز ألبانيا بتضاريسها الجبلية الشاهقة، التي تغطي معظم أنحاء البلاد وتعطيها متوسط ارتفاع يزيد عن 700 متر فوق مستوى سطح البحر. تمتد هذه السلاسل الجبلية عبر الشمال والشرق والجنوب، مع وجود سهول منخفضة تقع بينهما.

#### الشمال
- جبال الألب الألبانية: تمتد هذه الامتداد لجبال الألب الدينارية لمسافة 90 كيلومترًا عبر شمال ألبانيا، وتصل إلى قمم تزيد عن 2500 متر. أعلى نقطة فيها، قمة مايا يزرتسي، هي أيضًا ثاني أعلى نقطة في ألبانيا.[14]

#### الشرق
- جبال كوراب: تسيطر هذه الجبال على الحدود الشرقية، وترتفع بشكل حاد إلى 2500 متر وتفتخر بأعلى قمة في ألبانيا، جبل كوراب. تضيف البحيرات الجليدية التي تشكلت خلال العصر الجليدي الأخير إلى الطابع الفريد للمنطقة.

#### الجنوب
- جبال الكراونيان: تمتد هذه السلسلة الجبلية الدرامية لمسافة تقارب 100 كيلومتر على طول الساحل الجنوبي، مع قمم يبلغ ارتفاعها 1000 متر تندفع مباشرة إلى البحر الأبيض المتوسط. تشكل هذه الجبال حاجزًا طبيعيًا بين البحر والداخل.

لا تؤثر هذه السلاسل الجبلية على جغرافيا ألبانيا فحسب، بل تؤثر أيضًا على ثقافتها وتقاليدها وأسلوب حياتها. من التنزه والتزلج في القمم إلى استكشاف القرى الساحرة التي تقع في الوديان، تقدم جبال ألبانيا مجموعة واسعة من التجارب للزوار.

### الأنهار
تمتلك البلد شبكة كثيفة من الأنهار والسيول تتميز بمعدل تدفق عالٍ. تنتمي إلى أحواض الصرف في الأدرياتيك وإيجه والبحر الأسود. تخرج معظمها من النصف الشرقي الجبلي وتصب في الغرب على طول السواحل. يتم الحفاظ عليها من ذوبان الثلوج من الجبال المغطاة بالثلوج أو من هطول الأمطار الغزيرة التي تسقط على المرتفعات الشاهقة.
ثمانية أنهار بارزة، إلى جانب روافدها العديدة، تشكل نظام الأنهار في البلاد. أطول نهر هو نهر درين، الذي يمتد لمسافة 285 كيلومترًا (177 ميلًا) داخل البلاد. تعد منطقة تجمعه واحدة من أكثر الأماكن تنوعًا بيولوجيًا في أوروبا وتضم بحيرات شكودرا وأوخريد وبريسبا.
يحتوي البلد على أكثر من 250 بحيرة، وهي موطن لإثنين من أكبر البحيرات في جنوب أوروبا وواحدة من أقدم البحيرات في العالم. معظم البحيرات في البلاد ذات أصل كارستي أو جليدي. أكبر بحيرة في جنوب أوروبا هي بحيرة شكودر الواقعة جغرافيا في الشمال، وتشترك مع الجبل الأسود. واحدة من أقدم البحيرات في العالم هي بحيرة أوخريد الواقعة في الجنوب الشرقي، وتشترك مع مقدونيا الشمالية.
يوجد أيضًا في البلاد العديد من البحيرات ذات الشكل والحجم والبنية المتنوعة. تقع بشكل أساسي على طول الساحل في غرب البلاد وجنوب شرقها. تساهم في الإنتاجية الكلية للمياه الساحلية من خلال دعم مجموعة متنوعة من الموائل والأنظمة البيئية. أكبر بحيرة في البلاد هي بحيرة كارافاستا الواقعة بين مصب شكومبين وسمان. ومن البحيرات الهامة الأخرى بحيرات باتوكو ونارتا وكوين-فين وبورتينت.

## التنوع الطبيعي
القرب من البحر الأبيض المتوسط وتضافر الظروف المناخية والجيولوجية الهيدرولوجية الاستثنائية، ساهمت في تطوير تنوع بيولوجي متنوع، مما يجعل ألبانيا واحدة من بؤر التنوع البيولوجي في أوروبا.
من حيث جغرافيا النبات، تمتد مساحة الأرض في ألبانيا داخل المملكة القطبية، وتحديداً داخل مقاطعة الإيليرية في المنطقة القطبية المحيطية. يمكن تقسيم أراضيها إلى أربع مناطق إيكولوجية أرضية من مجال بالياركتيك - غابات الإيليرية والبلقان والبيندي والديناريك.
الغابات والأراضي الحرجية هي أكثر النظم البيئية الأرضية انتشارًا في ألبانيا. تلك الموجودة على حافة البلاد الشمالية لها تقارب مع تلك الموجودة في أوروبا القارية، بينما تشير تلك الموجودة على الحافة الجنوبية إلى التقارب مع تلك الموجودة في حوض البحر الأبيض المتوسط. إنها مهمة لأنها توفر ملاذًا لمجموعة واسعة من الأنواع النادرة والمهددة بالانقراض من الحيوانات، من بينها الدب البني، والوشق البلقاني، والذئب الرمادي، والثعلب الذهبي، والنسر المصري، والنسر الذهبي. كان لـ ألبانيا في عام 2018 متوسط درجة مؤشر سلامة المناظر الطبيعية للغابات 6.77/10، مما يجعلها تحتل المرتبة 64 عالميًا من بين 172 دولة.
يمكن رؤية فقمة البحر الأبيض المتوسط، والدلفين الشائع ذو المنقار القصير، والدلفين الشائع ذو المنقار الطويل بشكل متكرر في مياه الساحل للبلد. وتبرز وجود البلشون الدلماسي، وهو أندر أنواع البلشون في العالم. يتم الحفاظ على التنوع البيولوجي لألبانيا في مناطقها المحمية، والتي توفر الحماية لمئات الأنواع المهددة والمهددة بالانقراض.

## المناخ
تتمتع ألبانيا بمزيج من المناخ المتوسطي والمناخ القاري، مع أربعة فصول منفصلة تتأثر بشدة بارتفاع الأرض وبموقعها الجغرافي. كما أنها تتعرض لتأثيرات قوية من البحر الابيض المتوسط في الغرب، والجبال المرتفعة في جميع أنحاء البلاد، مما يخلق تنوعا كبيرا في المناخ المحلي.
تنوع مناخي مميز
- تختلف الأحوال الجوية على السواحل بشكل كبير عما هي عليه في الداخل.
- يختلف الطقس أيضًا من الشمال إلى الجنوب ومن الغرب إلى الشرق.
- تمتد ألبانيا عبر مجموعة متنوعة من المناخات، من المناخ المعتدل على السواحل إلى المناخ القاري في الداخل.

المناطق المختلفة ومناخاتها
- تعتبر المناطق الساحلية الأكثر دفئًا في البلاد، حيث تتميز بـ المناخ المتوسطي (Csa و Csb و Cfa) وفقًا لتصنيف كوبن للمناخ.
- تشهد المرتفعات مناخًا محيطيًا يتميز بصيف قصير معتدل وشتاء بارد.
- تشهد المناطق الشمالية مثل جبال الألب الألبانية مناخًا شبه قطبي مع شتاء بارد جدًا وصيف قصير معتدل.[25]

الاختلافات الموسمية
- تتميز الأراضي المنخفضة في ألبانيا بشتاء معتدل، حيث يبلغ متوسط درجات الحرارة حوالي 7 درجات مئوية (45 درجة فهرنهايت).
- يبلغ متوسط درجات الحرارة في الصيف 32 درجة مئوية (90 درجة فهرنهايت)، ومع ذلك، فإن الرطوبة منخفضة.
- في الأراضي المنخفضة الجنوبية، وخاصة المناطق الواقعة على بحر ايوني، يبلغ متوسط درجات الحرارة حوالي 5 درجات مئوية (41 درجة فهرنهايت) في الشتاء و30 درجة مئوية (86 درجة فهرنهايت) خلال الصيف.